# アイザイア・ロビー
アイザイア・ロビー（Isaiah Roby, 1998年2月3日 - ）は、アメリカ合衆国イリノイ州ディクソン出身のプロバスケットボール選手。ポジションはスモールフォワード。

## 経歴

### カレッジ
ネブラスカ大学で3年間プレーし、2019年のNBAドラフトにアーリーエントリーした。

### テキサス・レジェンズ(2019-2020)
ドラフト全体45位でデトロイト・ピストンズに指名され、その後トレードで交渉権がダラス・マーベリックスへ移動。2019年8月7日にマーベリックスと正式に契約した。
2019-20シーズン開幕前にGリーグのテキサス・レジェンズへ送られた。また、足底筋膜炎を発症し数試合を欠場した。

### オクラホマシティ・サンダー(2020-2022)
NBAでの出場がないまま、2020年1月24日にジャスティン・パットンと金銭とのトレードで、オクラホマシティ・サンダーへ移籍した。移籍後にNBAデビューを果たしたが、すぐにGリーグのオクラホマシティ・ブルーへ送られた。
2020-21シーズンはNBAで65試合に出場した。
2021-22シーズンは45試合に出場して自己最多の平均10.1得点を記録した。しかし、オフの2022年7月3日にサンダーから解雇された。

### サンアントニオ・スパーズ(2022-2023)
2022年7月5日にウェイバー公示を経てサンアントニオ・スパーズへ移籍した。
2023年3月3日解雇された。

### ウェストチェスター・ニックス(2023-2024)
2023年4月9日にニューヨーク・ニックスと契約した。その後解雇され、Gリーグのウェストチェスター・ニックスへ送られた。

### レティオファーム・ウルム(2024-)
2024年7月19日、ユーロカップとBBLに所属するレティオファーム・ウルムへの加入が発表された。ユーロカップでは16試合に出場し、1試合平均19.2分の出場で、6.1得点、3.8リバウンド、スリーポイント成功率387パーセント、フリースロー成功率56.3パーセントという成績を残した。

## 個人成績

### NBA

#### レギュラーシーズン
| シーズン | チーム | GP  | GS | MPG  | FG%  | 3P%  | FT%  | RPG | APG | SPG | BPG | PPG  |
| -------- | ------ | --- | -- | ---- | ---- | ---- | ---- | --- | --- | --- | --- | ---- |
| 2019–20  | OKC    | 3   | 0  | 3.7  | .000 | ---  | ---  | .7  | .0  | .0  | .0  | .0   |
| 2020–21  | OKC    | 61  | 34 | 23.4 | .483 | .294 | .744 | 5.6 | 1.8 | .9  | .6  | 8.7  |
| 2021–22  | OKC    | 45  | 28 | 21.1 | .514 | .444 | .672 | 4.8 | 1.6 | .8  | .8  | 10.1 |
| 2022–23  | SAS    | 42  | 2  | 11.3 | .432 | .300 | .488 | 2.5 | .9  | .4  | .2  | 4.1  |
| 通算     | 通算   | 151 | 64 | 18.9 | .485 | .351 | .675 | 4.4 | 1.4 | .7  | .5  | 7.7  |

### カレッジ
| シーズン | チーム     | GP | GS | MPG  | FG%  | 3P%  | FT%  | RPG | APG | SPG | BPG | PPG  |
| -------- | ---------- | -- | -- | ---- | ---- | ---- | ---- | --- | --- | --- | --- | ---- |
| 2016–17  | ネブラスカ | 30 | 4  | 15.2 | .394 | .200 | .762 | 2.9 | .7  | .5  | .8  | 3.1  |
| 2017–18  | ネブラスカ | 32 | 13 | 24.0 | .565 | .405 | .724 | 6.3 | 1.7 | .6  | 2.0 | 8.7  |
| 2018–19  | ネブラスカ | 35 | 35 | 31.2 | .454 | .333 | .677 | 6.9 | 1.9 | 1.3 | 1.9 | 11.8 |
| 通算     | 通算       | 97 | 52 | 23.9 | .476 | .336 | .702 | 5.5 | 1.5 | .8  | 1.6 | 8.1  |